# Обелиск (типография)
 Тази статия е за типографския знак, напомнящ кама.  За каменния паметник вижте Обелиск.  
Обелѝскът (на старогръцки: ὀβελίσκος), наричан още кама, кинжал или кръст, е типографски символ, глиф, който най-често се използва за обозначаване на бележка под линия, ако знакът звездичка вече е бил използван за целта. Произхожда от знака обел и понякога е отъждествяван с него. Освен обикновения обелиск, съществуват също двоен и троен обелиск. И трите знака са включени в Уникод, съответно като U+2020 † DAGGER (HTML &#8224; или &dagger;), U+2021 ‡ DOUBLE DAGGER (HTML &#8225; или &Dagger;) и U+2E4B ⹋ TRIPLE DAGGER (HTML &#11851;).

## История
Обелискът възниква като форма на изписване на знака обел, ÷. Смята се, че обелът е използван за първи път от древногръцкия филолог и поет Зенодот Ефески, изследовател и коментатор на Омир, първи библиотекар на Александрийската библиотека и основоположник на текстологията. Имената на двата знака произлизат от старогръцката дума ὀβελός и нейната умалителна форма ὀβελίσκος, означаващи „шиш“ (например за печене), съответно „малък шиш“, или въобще предмет със заострена форма. Това е свързано с целите, за които Зенодот използва обела, а именно за обозначаване на неясни или повредени думи или пасажи в ръкописи на омировия епос, които следва да бъдат премахнати, „изрязани“. Тази употреба е развита по-нататък от ученика на Зенодот, Аристофан Византийски, който въвежда също знака звездичка, а обела започва да изписва – на практика създавайки обелиска като специфична форма – по-скоро като ⊤.
В така създадената от Зенодот и Аристофан система звездичката обозначава корекции, добавящи текст, докато обелът и обелискът – корекции, които изтриват неправилно интерпретиран текст. По-късните поколения изследователи продължават тази традиция, която Йероним Блажени алегорично описва като „звездичката произвежда светлина, докато обелискът [кинжалът] реже и разкъсва“.

## Съвременна употреба
Обелискът обикновено се използва за обозначаване на препратка към бележка под линия, когато звездичката вече е била използвана за същата цел и не може да бъде повторена, без да се създаде неяснота коя бележка за кой пасаж от текста се отнася. За трета препратка обикновено се използва двойният обелиск. За следващи препратки няма установена традиция и се използват различни символи.
Обелискът също се използва за обозначаване на смърт, изчезване, или остаряване, отпадане, излизане от употреба. Когато се касае за дати на раждане и смърт на хора, звездичката и обелискът се използват по аналогия с историческата им употреба в текстологията: звездичката за раждане („добавяне“), обелискът – за смърт („премахване“). В биологията знакът се използва за отбелязване на изчезнали видове, а в лингвистиката – за обозначаване на мъртви езици. В Оксфордския английски речник със знака се отбелязват остарели, излезли от употреба думи. Обелискът е използван като символ още в математиката и физиката, шахматната нотация и други. Двойният обелиск се използва също в химията, а тройният обелиск – в медиевистиката.
Тъй като обелискът особено когато е с малък размер, силно напомня кръст (в някои начертания дори е изобразен като такъв), той нерядко бива бъркан: най-често с латинския кръст, в Уникод U+271D ✝ LATIN CROSS, но също с православния, U+2626 ☦︎ ORTHODOX CROSS, и лотарингския, U+2628 ☨ CROSS OF LORRAINE. Тази асоциация, в частност, е вероятната причина знакът да престане да бъде използван за обозначаване на дати на смърт в Русия след болшевишкия преврат в 1917 година поради силно негативното отношение към религията от страна на изповядваната от съветската власт марксистко-ленинска идеология. В средата на 20-те години на XX век на това изчезване обръща внимание съветският писател и драматург от украински произход Сигизмунд Кржижановски, пишейки „мъртвият знак [обелискът] умря“.